# Azygophleps inclusa
Azygophleps inclusa is een vlinder uit de familie houtboorders (Cossidae). De wetenschappelijke naam van deze soort werd voor het eerst geldig gepubliceerd in 1856 door Walker.
De soort komt voor in tropisch Afrika.